# Jonas Ankersen
Jonas Ankersen (født 1986 i Herning) er ejer af Forlaget Turbulenz.